# Clyster hirokiharukae
Clyster hirokiharukae är en skalbaggsart som beskrevs av Yamaya 2009. Clyster hirokiharukae ingår i släktet Clyster och familjen Dynastidae. Inga underarter finns listade i Catalogue of Life.